# Stephen Herek
Stephen Robert Herek (San Antonio, 10 novembre 1958) è un regista statunitense.

## Biografia
Vive in Texas sino alla laurea che prende presso la University of Texas di Austin. 
Inizia la carriera nel 1986, quando viene scritturato dalla New Line Cinema per dirigere e sceneggiare Critters, un film horror fantascientifico dalle poche aspettative, ma che si rivela un successo commerciale inatteso. 
Si dedica a B-movie per alcuni anni, ma viene rilanciato sulla scena nel 1996, quando dirige La carica dei 101, un successo che negli anni dopo darà vita ad alcuni seguiti, cui però non partecipa. 
Due anni dopo lavora con Eddie Murphy in Il genio, e nel 2001 collabora con Mark Wahlberg e Jennifer Aniston in Rock Star, una media produzione hollywoodiana che racconta le vicende di una rock band giovanile alle prese con la difficile vita quotidiana.
Nel 2009 dirige Trappola in fondo al mare 2 - Il tesoro degli abissi, sequel del fortunato Trappola in fondo al mare con Jessica Alba e Paul Walker.

## Filmografia

### Cinema
- Critters, gli extraroditori (Critters) (1986)
- Bill & Ted's Excellent Adventure (1989)
- The Gifted One (1989)
- ...non dite a mamma che la babysitter è morta! (Don't Tell Mom the Babysitter's Dead) (1991)
- Stoffa da campioni (The Mighty Ducks) (1992)
- I tre moschettieri (The Three Musketeers) (1993)
- Goodbye Mr. Holland (Mr. Holland's Opus) (1995)
- La carica dei 101 - Questa volta la magia è vera (101 Dalmatians) (1996)
- Il genio (Holy Man) (1998)
- Rock Star (2001)
- Una vita quasi perfetta (Life or Something Like It) (2002)
- Young MacGyver (2003)
- L'uomo di casa (Man of the House) (2005)
- Se mi guardi mi sciolgo (Picture This) (2008)
- Dead Like Me - La vita dopo la morte (Dead Like Me: Life After Death) (2009)
- Trappola in fondo al mare 2 - Il tesoro degli abissi (Into the Blue 2: The Reef) (2009)
- The Chaperone (2011)
- La grande Gilly Hopkins (The Great Gilly Hopkins) (2015)
- Afterlife of the party (2021)
- Dog Gone - Lo straordinario viaggio di Gonker (Dog Gone) (2023)

### Televisione
- Vincere insieme (The Cutting Edge: Fire & Ice) (2010) - Film TV
- I Murphy  (Jinxed) - film TV (2013)
- Our Little Secret (2024) - Film TV